# Ethelwulf
Æthelwulf (ur. ok. 795 w Akwizgranie, zm. 13 stycznia 858) – anglosaski król Wesseksu, Esseksu, Susseksu i Kentu, najstarszy syn króla Egberta i jego żony, frankijskiej księżniczki Redburgi, bliskiej krewniaczki (siostry, siostrzenicy, córki lub prawnuczki) Karola Wielkiego.

## Życiorys
Urodził się, gdy jego ojciec przebywał na wygnaniu na dworze władcy Franków. Do Anglii przybył w 802 r., kiedy Egbert został królem Wesseksu. W 825 r. w imieniu ojca wyprawił się na Kent, który przyłączył do jego władztwa. Wiele wskazuje na to, że przez następne lata Ethelwulf rządził w Kencie w imieniu ojca, gdyż jest czasem tytułowany „królem Kentu” . W 839 r. zmarł Egbert i Æthelwulf objął tron Wesseksu. Jego pierwszą decyzją był podział władztwa między siebie i najstarszego syna, Athelstana. Athelstan otrzymał wschodnią część państwa (Kent, Essex, Sussex i Surrey), Ethelwulf zatrzymał dla siebie Wessex i Kornwalię.
Panowanie Ethelwulfa upłynęło na walkach z najazdami wikingów. W 843 r. został pokonany pod Carhampton (6 km na wschód od Minehead) w bitwie z flotą 35 okrętów duńskich. Najsłynniejsze natomiast zwycięstwo odniósł w 851 r. w miejscu zwanym „Acleah”, które historycy utożsamiają z Ockley lub z Oakley w hrabstwie Surrey. Kronika anglosaska określiła bitwę jako najwspanialszą rzeź pogan jaka kiedykolwiek miała miejsce. W 853 r. wyprawił się razem z królem Mercji Burgredem na Walię, pokonał tamtejszego władcę Cyngena ap Cadella i podporządkował sobie jego państwo. Mimo licznych sukcesów nie udało się Ethelwulfowi powstrzymać duńskich najazdów na Anglię. Pod koniec jego panowania wikingowie po raz pierwszy przezimowali na Wyspach Brytyjskich (na wyspie Sheppey u wybrzeży wschodniej Anglii). Za panowania następców Ethelwulfa mieli przystąpić do regularnego podboju.

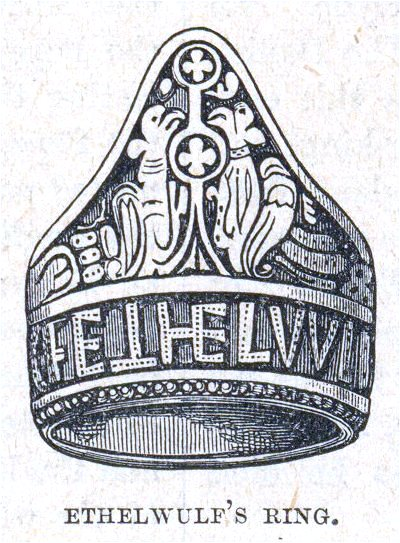
Pierścień Ethelwulfa

Ethelwulf był człowiekiem bardzo religijnym. Przed każdą bitwą wzywał bożej pomocy, a od pierwszych lat panowania jego marzeniem była pielgrzymka do Rzymu, gdzie wyprawił się po śmierci pierwszej żony w 855 r. Wsławił się tam hojnymi datkami na rzecz Kościoła. Do Anglii powrócił w 856 r. Na miejscu okazało się, że jego najstarszy syn Ethelbald (Athelstan nie żył już od kilku lat) spiskował przeciw ojcu, chcąc uniemożliwić mu powrót do władzy po powrocie z pielgrzymki. Ethelwulf miał jednak dość siły, aby pokonać syna i skazać go na wygnanie – nie zdecydował się jednak na to i podzielił państwo między siebie a Ethelbalda. Zatrzymywał Essex, Sussex i Surrey, a Ethelbald rządzić miał w Wesseksie i Kencie. Taki stan rzeczy utrzymał się do śmierci Ethelwulfa w 858 r.
Król został pochowany w Steyning. Później jego ciało przeniesiono do Old Minster w Winchesterze, a na końcu złożono w tamtejszej katedrze.
Za panowania Ethelwulfa dokonała się zmiana tytulatury żon władców Wesseksu, dotychczas tytułowanych jako żona króla. Druga żona Ethelwulfa, Judyta Martel, pochodząca z możnego frankijskiego rodu, była już tytułowana królową Sasów.
Ok. 830 r. poślubił Osburgę, córkę cześnika Oslaca. Miał z nią pięciu synów i córkę:
- Athelstan (ok. 831 – ok. 855)
- Ethelbald (ok. 834 – 20 grudnia 860), król Wesseksu
- Ethelbert (ok. 835 – 865), król Wesseksu
- Ethelred I (ok. 837 – 23 kwietnia 871), król Wesseksu
- Alfred Wielki (ok. 849 – 26 października 899), król Anglii
- Aethelswith (zm. ok. 889), żona Brurgreda, króla Mercji

1 października 856 r. w Verberie-sur-Oise, podczas powrotu z pielgrzymki do Rzymu, Ethelwulf poślubił Judytę Martel (844–870), córkę Karola II Łysego, króla Franków Zachodnich, i Ermentrudy, córki Odona, hrabiego Orleanu. Małżonkowie nie mieli razem dzieci.